# Gordon Christian
Gordon Eugene Christian (* 21. November 1927 in Warroad, Minnesota; † 2. Juni 2017 in Grand Forks, North Dakota) war ein US-amerikanischer Eishockeyspieler.

## Karriere
Gordon Christian besuchte von 1947 bis 1950 die University of North Dakota, für deren Eishockeymannschaft er parallel in der National Collegiate Athletic Association spielte. Von 1952 bis 1954 spielte er für die Amateurmannschaft Hibbing Flyers aus seinem Heimatstaat Minnesota. Nach seinem Karriereende war er für das Familienunternehmen tätig, das Eishockeyschläger herstellte.

### International
Für die US-amerikanische Eishockeynationalmannschaft nahm Christian an den Olympischen Winterspielen 1956 in Cortina d’Ampezzo teil, bei denen er mit seiner Mannschaft die Silbermedaille gewann. Zudem stand er im Aufgebot seines Landes bei den Weltmeisterschaften 1955 und 1958.

## Erfolge und Auszeichnungen
- 1956 Silbermedaille bei den Olympischen Winterspielen

## Familie
Auch seine Brüder Bill und Roger waren Eishockeyspieler und nahmen für die USA an den Olympischen Winterspielen teil, wobei Bill und Roger 1960 sogar Olympiasieger wurden. Seine Neffen Dave und Ed wurden ebenfalls Eishockeyprofis, wobei Dave die Olympiatradition der Familie fortsetzte und 1980 ebenfalls Olympiasieger wurde. Sein Großneffe Brock Nelson ist mittlerweile auch Eishockeyprofi.